# Palatua
Palatua, dans la mythologie romaine, était une déesse qui présidait au mont Palatin. Elle avait sous sa tutelle le palais des empereurs. Elle avait un prêtre particulier nommé Palatualis. Les sacrifices qu'ont lui offrait s'appelaient palatualia.

### Source de la traduction
- (it) Cet article est partiellement ou en totalité issu de l’article de Wikipédia en italien intitulé « Palatua » (voir la liste des auteurs).